# Южный Ферганский канал
Ю́жный Ферга́нский кана́л (узб. Janubiy Fargʻona kanali, Жанубий Фарғона канали) — магистральный ирригационный канал в Андижанской и Ферганской областях Узбекистана и Ошской области Кыргызстана, крупнейший отвод канала Шахрихансай.

## Описание
Длина Южного Ферганского канала равна 120 км, расход воды в голове — 85 м³/с. Ширина канала в верхнем течении составляет 12 м, в нижнем течении — 2 м. В общей сложности орошает 75,8 тыс. га земель (25,2 тыс. — в Андижанском вилояте, 48 тыс. — в Ферганском вилояте, 2,6 тыс. — в Араванском районе Ошской области). Построен в 1940 году методом всенародной стройки (хашара). Изначально доходил до Маргилансая, в 1946 году доведён до Алтыарыксая.
Южный Ферганский канал берёт начало выше города Ходжаабад, отходя слева от канала Шахрихансай. Он является крупнейшим отводом Шахрихансая. Пересекает русла рек Акбурасай, Аравансай, Исфарамсай и Алтыарык. Управление каналом находится в Ходжаабаде. От Южного Ферганского канала отходит Каркидонский канал (18 м³/с), по которому вода поступает в Каркидонское водохранилище.
На Южном Ферганском канале расположены города Ходжаабад, Мархамат и Маргилан. Оканчивается ниже посёлка городского типа Алтыарык.